# Toyota Cresta
Toyota Cresta – samochód osobowy klasy średniej-wyższej produkowany przez japońską firmę Toyota w latach 1980–2001 z przeznaczeniem na rynek rodzimy. Zbudowany na płycie podłogowej modelu Mark II, miał być jego bardziej luksusową wersją. Dostępny wyłącznie jako 4-drzwiowy sedan. Do napędu używano silników R4 i R6 o pojemności 1,8–3,0 litra. Moc przenoszona była na oś tylną (opcjonalnie AWD) poprzez 4-biegową automatyczną bądź 5-biegową manualną skrzynię biegów. Powstało pięć generacji Cresty, samochód został zastąpiony przez model Verossa.

## Dane techniczne ('96 R6 2.0)

### Silnik
- R6 1G-FE 2,0 l (1988 cm³), 4 zawory na cylinder, DOHC
- Układ zasilania: wtrysk
- Średnica cylindra × skok tłoka: 75,00 × 75,00 mm
- Stopień sprężania: 10,0:0
- Moc maksymalna: 160 KM (118 kW) przy 6200 obr./min
- Maksymalny moment obrotowy: 200 N·m przy 4400 obr./min

## Dane techniczne ('96 R6 2.5 Turbo)

### Silnik
- R6 1JZ-GTE 2,5 l (2491 cm³), 4 zawory na cylinder, DOHC, turbo
- Układ zasilania: wtrysk bezpośredni
- Średnica cylindra × skok tłoka: 86,00 × 71,50 mm
- Stopień sprężania: 9,0:0
- Moc maksymalna: 280 KM (206 kW) przy 6200 obr./min
- Maksymalny moment obrotowy: 378 N·m przy 2400 obr./min

## Dane techniczne ('96 R6 3.0)

### Silnik
- R6 2JZ-GE 3,0 l (2997 cm³), 4 zawory na cylinder, DOHC
- Układ zasilania: wtrysk bezpośredni
- Średnica cylindra × skok tłoka: 86,00 × 86,00 mm
- Stopień sprężania: 10,5:0
- Moc maksymalna: 200 KM (162 kW) przy 5600 obr./min
- Maksymalny moment obrotowy: 294 N·m przy 4000 obr./min

## Galeria

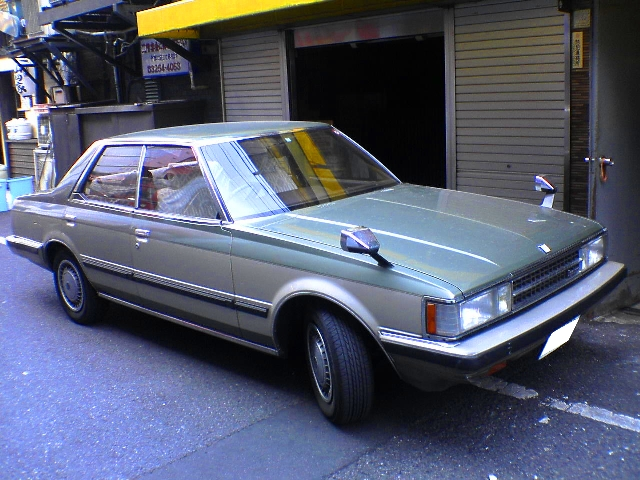
'80-'84 Cresta – I generacja
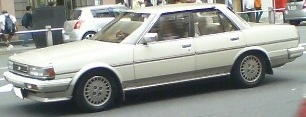
'84-'88 Cresta – II generacja
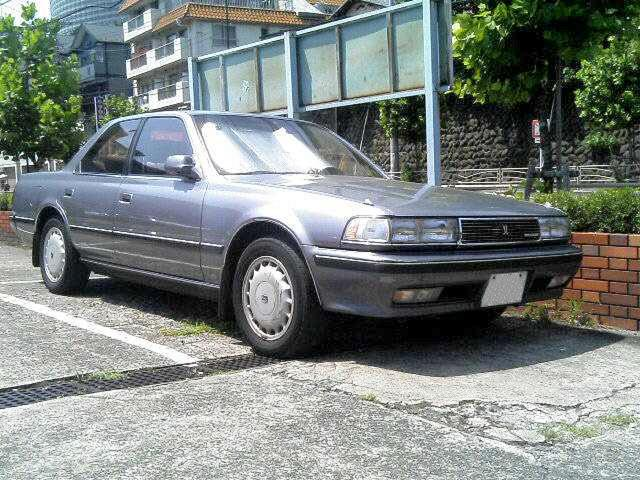
'88-'92 Cresta – III generacja
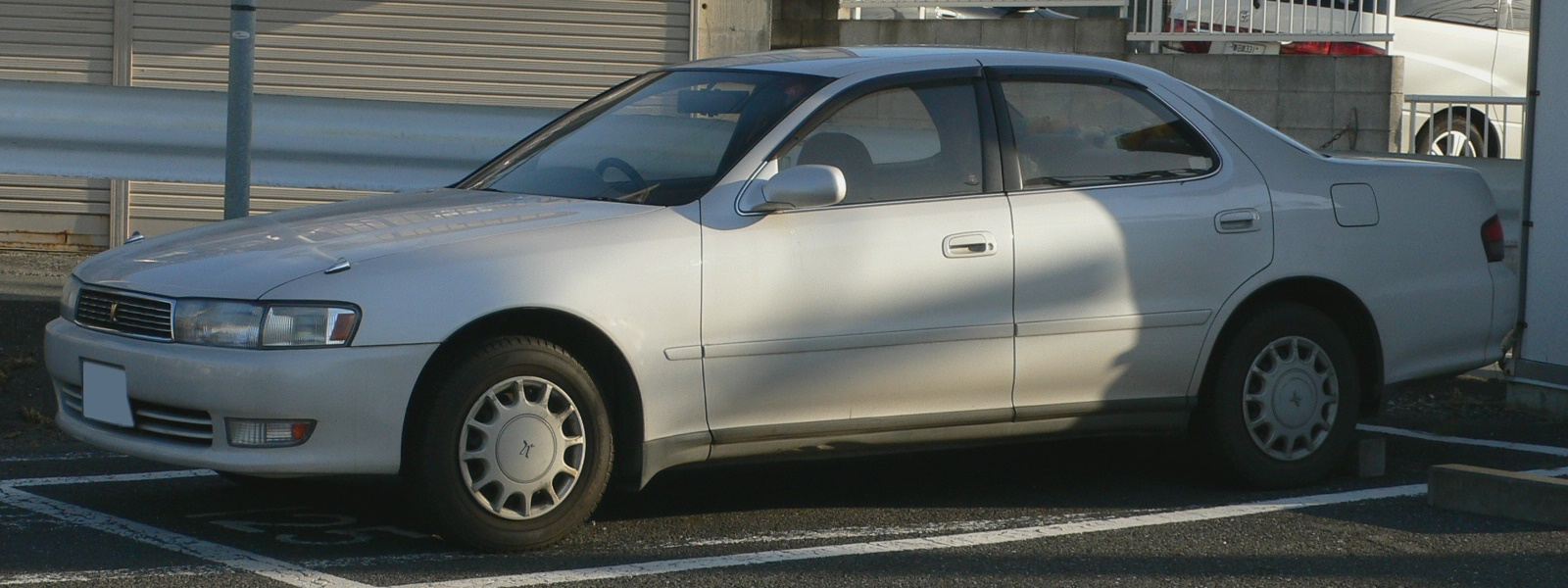
'92 Cresta – IV generacja
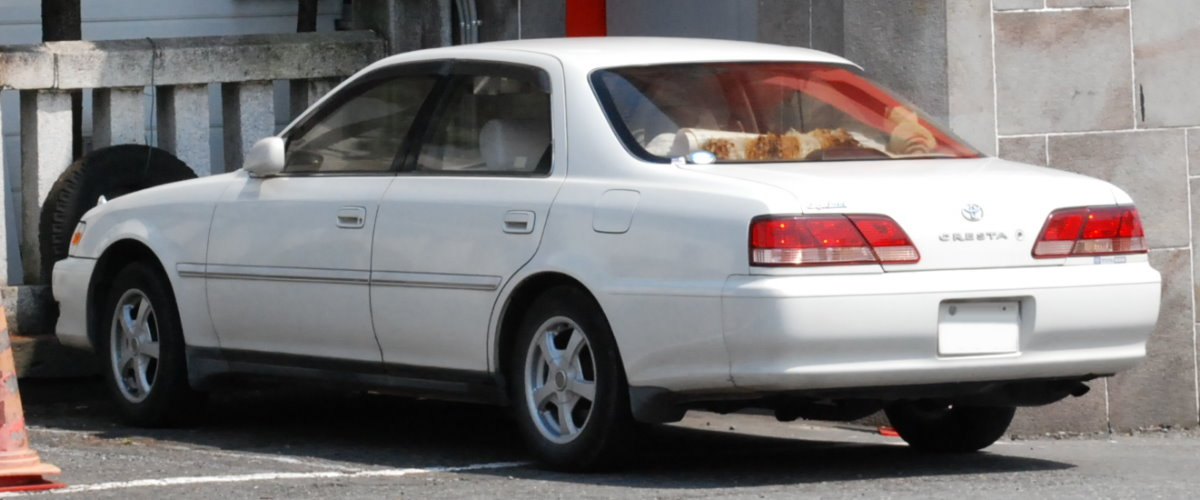
'98 Cresta – V generacja